# ساليسيلات الصوديوم
ساليسيلات الصوديوم هو ملح الصوديوم لحمض الساليسيليك. يمكن تحضيره من فينولات الصوديوم وثنائي أكسيد الكربون عند درجة حرارة وضغط عاليين. وقد ركب سابقا من ساليسيلات الميثيل بتفاعلها مع كثير من هيدروكسيد الصوديوم وتسيخينهما تحت مكثف راد (reflux) ا.
تستخدم ساليسيلات الصوديوم في الصناعات الدوائية كمسكن للألم ومضاد للحمى. كما يستخدم أيضا في مضادات الالتهابات اللاستيرويدية، ويحدث استماتة في الخلايا السرطانية  و النخر أيضا  نسخة محفوظة 22 أبريل 2008 على موقع واي باك مشين.. وهو أيضا بديل محتمل للأسبرين عند الأشخاص الذين يعانون الحساسية منه.
إن ساليسيلات الصوديوم من عائلة الساليسيلات ويعرف هذا المركب بأنه يسبب متلازمة راي عند الأطفال والبالغين على حد سواء، تتبعها عدوى فيروسية مثل الإنفلونزا أو الحماق. يجب أن لا يوصف للأطفال دون عمر 19 دواء يحتوي على الساليسيلات.

## وصلات خارجية
- Chemicalland21
- Some synonyms
- معطيات السلامة لساليسيلات الصوديوم من جامعة أكسفورد
- ساليسيلات الصوديوم، تعريفات من المعهد الوطني للسرطان